# Malaltia de Canavan
La malaltia de Canavan o deficiència d'aspartoacilasa o deficiència d'aminoacilasa 2, és una malaltia hereditària, autosòmica recessiva Es detecta als 5 mesos d'edat. No gategen ni parlen a l'edat que ho faria un nen de la mateixa edat. Aquesta malaltia és també una de les malalties degeneratives cerebrals més comuns de la infància. És una d'un grup de trastorns genètics anomenats leucodistrofies.